# كورت ليفين
كورت ليفين (بالألمانية: Kurt Lewin)‏ (1890 - 1947 م) هو عالم نفس أمريكي ألماني المولد، يُعرف باعتباره أحد روّاد علم النفس الاجتماعي والتنظيمي والتطبيقي الحديث في الولايات المتحدة. بعد نفيه من مسقط رأسه، بدأ ليفين حياة جديدة، عرّف فيها نفسه ومساهماته ضمن ثلاث عدسات من التحليل: البحث التطبيقي، والبحث الإجرائي، والتواصل الجماعي (كانت إسهاماته الأساسية في مجال التواصل).
غالبًا ما يُشار إلى ليفين بأنه «مؤسس علم النفس الاجتماعي»، ومن أوائل من درسوا ديناميات الجماعة وتنمية المنظمات. صنّفه استطلاع لمجلة استعراض علم النفس العام، الذي نُشر في عام 2002، في المركز الثامن عشر لأكثر علماء النفس اقتباسًا في القرن العشرين.

## سيرته الذاتية

### النشأة وتعليمه
وُلد ليفين في عام 1890 لعائلة يهودية في موغيلنو، في محافظة موغيلنو، في مقاطعة بوزنان، بروسيا (الآن بولندا). كانت قرية صغيرة تضم 5000 شخص تقريبًا، نحو 150 منهم من اليهود. تلقّى ليفين تعليمًا يهوديًا أرثودوكسيًا في المنزل. كان واحدًا من أربعة أطفال ولدوا لعائلة من الطبقة المتوسطة. امتلك والده متجرًا عامًا صغيرًا، وعاشت الأسرة في شقة فوق المتجر. امتلك والده، ليوبولد، مزرعة بالمشاركة مع شقيقه ماكس، ومع ذلك، كانت المزرعة من الناحية القانونية ملكًا لمسيحيّ؛ لأن اليهود لم يتمكنوا من امتلاك المزارع في ذلك الوقت.
انتقلت العائلة إلى برلين في عام 1905، حتى يتمكن ليفين وإخوته من الحصول على تعليم أفضل. من عام 1905 إلى عام 1908، درس ليفين في جمنازيوم كايسيرين أوغستا، حيث حصل على تعليم إنساني كلاسيكي. في عام 1909، التحق بجامعة فرايبورغ لدراسة الطب، لكنه انتقل إلى جامعة ميونيخ لدراسة علم الأحياء. انخرط في الحركة الاشتراكية وحقوق المرأة في هذا الوقت. في أبريل 1910، انتقل إلى جامعة رويال فريدريش فيلهلم في برلين وهو ما يزال طالبًا في الطب. بحلول الفصل الدراسي لعيد الفصح عام 1911، تحوّلت اهتماماته نحو الفلسفة. بحلول صيف عام 1911، كانت معظم مقرراته الدراسية في علم النفس. أثناء وجوده في جامعة برلين، درس ليفين 14 مقررًا دراسيًا مع كارل شتومبف.
خدم في الجيش الألماني عندما اندلعت الحرب العالمية الأولى، لكن بسبب إصابته بجرح في الحرب، عاد إلى جامعة برلين لاستكمال الدكتوراه، مع كارل شتومبف (1848-1936) المشرف على أطروحة الدكتوراه. كتب ليفين مقترح أطروحة يطلب فيه من شتومبف أن يكون مشرفه، وقد وافق شتومبف على ذلك. على الرغم من أن ليفين عمل تحت إشراف شتومبف لإكمال أطروحته، لم تتضمن العلاقة بينهما الكثير من التواصل. درس ليفين الارتباطات والإرادة والنية في أطروحته، لكنه لم يناقشها مع شتومبف حتى امتحان الدكتوراه النهائي.

### حياته المهنية والشخصية
في عام 1917، تزوّج ليفين من ماريا لاندزبيرغ. في عام 1919، أنجب الزوجان ابنتهما إستير أغنيس، وفي عام 1922، وُلد ابنهما فريتز روفن. حصل الطلاق في عام 1927 تقريبًا، وهاجرت ماريا إلى فلسطين مع الطفلين. في عام 1929، تزوّج ليفين من جيرترود فايس. ولدت ابنتهما ميريام في عام 1931، وابنهما دانيال في عام 1933.
شارك ليفين في بادئ الأمر في مدارس علم النفس السلوكي قبل تغيير توجهاته في البحث والعمل مع علماء النفس في مدرسة علم النفس الغشتالتي، بمن فيهم ماكس فيرتهايمر وولفغانغ كوهلر. انضم أيضًا إلى المعهد النفسي في جامعة برلين، حيث ألقى المحاضرات ونظّم الحلقات الدراسية حول الفلسفة وعلم النفس. شغل منصب أستاذ في جامعة برلين في الفترة من عام 1926 إلى عام 1932، وأجرى خلالها تجارب حول حالات التوتر والاحتياجات والدوافع والتعلم. في عام 1933، حاول ليفين التفاوض على منصب رئيس لقسم علم النفس وإنشاء معهد أبحاث في الجامعة العبرية. ارتبط ليفين غالبًا بمدرسة فرانكفورت التي أنشأتها مجموعة مؤثرة من الماركسيين اليهود في معهد الأبحاث الاجتماعية في ألمانيا. ولكن عندما وصل هتلر إلى السلطة في ألمانيا في عام 1933، اضطر أعضاء المعهد إلى التفكّك، والانتقال إلى إنجلترا ثم إلى الولايات المتحدة. في تلك السنة، التقى ليفين مع إريك تريست، من عيادة تافيستوك في لندن. أُعجب تريست بنظرياته، وواصل استخدامها في دراساته على الجنود خلال الحرب العالمية الثانية.
هاجر ليفين إلى الولايات المتحدة في أغسطس 1933 وأصبح مواطنًا مجنّسًا في عام 1940. بعد بضع سنوات من الانتقال إلى أمريكا، بدأ ليفين يطلب من الناس لفظ اسمه «لوين» بدلًا من «ليفين»؛ لأن الخطأ في تهجئة الأمريكيين لاسمه تسبّب في تفويت العديد من المكالمات الهاتفية. في وقت سابق، شغل ليفين منصب أستاذ زائر في جامعة ستانفورد لمدة ستة أشهر في عام 1930، ولكن عند هجرته إلى الولايات المتحدة، عمل ليفين في جامعة كورنيل ولصالح مركز أبحاث رعاية الطفل في آيوا في جامعة آيوا. في وقت لاحق، أصبح مديرًا لمركز ديناميات الجماعة في معهد ماساتشوستس للتكنولوجيا. أثناء عمله في معهد ماساتشوستس للتكنولوجيا في عام 1946، تلقى ليفين مكالمة هاتفية من مدير لجنة ولاية كونيتيكت للمساواة بين الأعراق يطلب فيها المساعدة لإيجاد طريقة فعالة لمكافحة التحيزات الدينية والعنصرية. أقام ليفين ورشة عمل لإجراء تجربة «التغيير» التي وضعت الأسس لما يعرف الآن باسم تدريب الحساسية. أدّى هذا إلى تأسيس مختبرات التدريب الوطنية، في بيثل بولاية مين في عام 1947. اعتقد كارل روجرز أن تدريب الحساسية «ربما يكون أهم اختراع اجتماعي لهذا القرن».
بعد الحرب العالمية الثانية، شارك ليفين في إعادة التأهيل النفسي للمقيمين السابقين في مخيمات النازحين مع الدكتور جاكوب فاين في مدرسة طب هارفرد. كتب تريست وإيه تي إم ويلسون رسالةً إلى ليفين يقترحان فيها إنشاء مجلة بالشراكة بين معهد تافيستوك الذي أنشئ حديثًا ومجموعته في معهد ماساتشوستس للتكنولوجيا، فوافق ليفين على ذلك. تأسست مجلة تافيستوك (العلاقات الإنسانية) بنشر اثنتين من الأوراق البحثية الأولى التي ألّفها ليفين بعنوان «الحدود في ديناميات الجماعة». درّس ليفين لفترة من الوقت في جامعة ديوك.
توفي ليفين في نيوتنفيل بولاية ماساتشوستس، بنوبة قلبية في عام 1947، ودُفن في مسقط رأسه. توفيت زوجته في عام 1987.

## أعماله
صاغ ليفين مفهوم الهوية الأصلية، الذي اكتسب بعض الأهمية في نظريات الزمكان المختلفة والمجالات ذات الصلة. على سبيل المثال، قدّم ليفين مفهوم فضاء المسارات أو المسار الأبسط الذي يتحقق من خلال تحليل مجال القوى والتناقضات والتوترات حسب أهدافها.
اقترح ليفين أيضًا وجهة نظر هربرت بلامر التفاعلية لعام 1937 بديلاً عن نقاش الطبيعة ضد التنشئة. اقترح ليفين أنه لا يمكن للطبيعة وحدها (الميول الفطرية) أو للتنشئة وحدها (تأثير التجارب الحياتية في الأفراد) وحدها أن تفسر سلوك الأفراد وشخصياتهم، بل تتفاعل كلّ من الطبيعة والتنشئة لتكوين كل فرد. قُدِّمت هذه الفكرة على شكل معادلة ليفين للسلوك.
{\displaystyle B=f(P,E)}
أولاً وقبل كل شيء، كان كورت ليفين باحثًا تطبيقيًا ومنظِّرًا عمليًا. استغرق معظم العلماء في ذلك الوقت في الخوف من أن تكريس أنفسهم للبحث التطبيقي سيصرف النظام عن البحث الأساسي في المشكلات العلمية، وبالتالي استحداث هذا الثنائي الخاطئ فيما يتعلق بهدف إنشاء المعرفة، سواء كان ذلك من أجل إبقاء النظام أو من أجل التطبيق. على الرغم من انتشار هذا الجدل في العلوم الاجتماعية في ذلك الوقت، ناقش ليفين «يمكن إجراء البحث التطبيقي بدقة ويمكن اختبار الافتراضات النظرية في البحث التطبيقي». يبدو أن أصل هذا الثنائي المحدد يتجّذر من القواعد المعرفية الموجودة في العلوم الصلبة، حيث كان الاختلاف أوضح، فجادل كورت ليفين بأن هذا يتناقض مع طبيعة العلوم الاجتماعية. علاوة على ذلك، بمساعدة علماء مثل بول لازارسفيلد، كانت هناك طريقة يمكن من خلالها الحصول على المال لإجراء البحوث بطريقة مستدامة. شجع ليفين الباحثين على تطوير النظريات التي يمكن استخدامها لمعالجة المشكلات الاجتماعية المهمة.
لإظهار تفانيه في البحث التطبيقي ولإثبات أن هناك أهمية في اختبار افتراضاته النظرية، أصبح ليفين «بارعًا في تحويل المشاكل اليومية إلى تجارب نفسية». في بداياته، أخذ ليفين لحظة تبدو عادية مرت بينه ونادل، وحوّلها إلى بدايات لأبحاثه الميدانية. في هذه الحادثة بالذات، أوضح ليفين أن «نية إنجاز مهمة محددة تسبب توترًا نفسيًا يُتخلَّص منه عند إنهاء المهمة المقصودة» بالتوازي مع نظرية سيغموند فرويد بأن «الرغبات تدوم حتى تُشبَع». كانت هذه الملاحظة -عن طريق المصادفة- أول دليل على «وجود التوترات النفسية»، وهي أساسية لنظرية حقل ليفين.
ساعدت الأبحاث التطبيقية في تطوّر ليفين ليصبح منظّراً عملياً، إلا أن ما عرّفه على أنه أكاديمي ورائد هو بحثه الإجرائي (وهو مصطلح صاغه لنفسه). تنامى اهتمام ليفين بمفاهيم الهجرة والهوية اليهودية. وكان مشوّشًا من فكرة أن هؤلاء الأفراد الذين نأوا بأنفسهم عن أداء الهوية اليهودية من ناحية التعبير والأداء الديني، ما يزالون يُعتبرون يهودًا في نظر النازيين. جسّد هذا المفهوم -المتمثل في إنكار المرء لهويته وتعزيز كره الذات في شكل من أشكال التغلب على اضطهاد المجموعة المهيمنة- أزمةَ ليفين في الهجرة إلى الولايات المتحدة. كان ليفين كما وصفه طالبه وزميله رون ليبيت: «يشعر بإحساس عميق تجاه المشكلات الاجتماعية ويلتزم باستخدام موارده بصفته عالماً اجتماعياً لفعل شيء حيالها. وهكذا في أوائل عام 1940، رسم مثلثًا لتجسيد الترابط بين البحث والتدريب والعمل في إحداث التغيير الاجتماعي».

## روابط خارجية
- كورت ليفين على موقع الموسوعة البريطانية (الإنجليزية)
- كورت ليفين على موقع إن إن دي بي (الإنجليزية)